# Jonny Evans
Jonathan « Jonny » Evans, né le 2 janvier 1988 à Belfast, est un footballeur international nord-irlandais qui évoluait au poste de défenseur central.

## Biographie

### Formation et débuts
Jonathan Evans est repéré dès l'âge de 9 ans par Manchester United qui désire faire venir le jeune joueur nord-irlandais mais les restrictions de la Fédération d'Angleterre de football ne le permettent pas. Toute sa famille décide de venir habiter à Manchester, ce qui permet à Evans d'entrer dans l'académie à plein temps. Formé au club, il est convoqué dans l'équipe première durant la tournée sud-africaine des Mancuniens en 2006.

### Prêts à Antwerp et Sunderland
Cette même année, il est prêté au club belge de Royal Antwerp dans le but de gagner du temps de jeu. En décembre 2006, il rejoint Sunderland en prêt. Il est élu à l'issue de la saison Meilleur jeune joueur de l'année. Roy Keane désire alors garder Evans à Sunderland, mais en juin 2007, Alex Ferguson déclare qu'il est prêt pour jouer une saison avec l'équipe première de Manchester et retourne donc dans son club formateur.
Finalement, Jonathan Evans est une nouvelle fois prêté à Sunderland en janvier 2008 et aide le club à se sauver d'une relégation.

### Manchester United
Jonny Evans prend part à son premier match officiel avec United le 26 septembre 2007 lors de la rencontre de Coupe de la Ligue anglaise opposant les Red Devils à Coventry City (défaite 2-0).
Il ne parvient pas tout de suite à s'imposer et joue un rôle de joker, notamment le 21 septembre 2008 face à Chelsea où il débute titulaire, remplaçant Nemanja Vidić suspendu.
Lors de la saison 2010-2011, il est régulièrement titularisé en défense centrale au côté de Nemanja Vidić lors de la blessure de Rio Ferdinand. La saison suivante, il hérite du numéro 6 laissé vacant après le départ de Wes Brown vers Sunderland.
Le 18 mars 2012, Evans marque son premier but avec les Red Devils lors du match comptant pour la 29e journée face à Wolverhampton (0-5).
Moins utilisé les saisons suivantes, Evans quitte son club formateur pour s'engager avec West Bromwich Albion le 29 août 2015.

### West Bromwich Albion
Transféré à West Brom pour une durée de quatre ans, Evans dispute son premier match avec les Baggies face à Southampton le 12 septembre 2015. Le 2 janvier suivant, il inscrit son premier but avec West Brom lors d'une rencontre de Premier League contre Stoke City (victoire 2-1).
En juillet 2017, l'entraîneur Tony Pulis nomme Jonathan Evans capitaine de West Bromwich Albion.

### Leicester City
Le 8 juin 2018, Evans s'engage pour trois saisons avec Leicester City. Après 151 matchs avec Leicester, Evans quitte le club libre.

### Manchester United
Après avoir quitté Leicester City libre, Jonny Evans signe d'abord un contrat de deux mois pour faire la préparation avec le club mancunien et c'est le 1er septembre 2023, qu'il signe un contrat d'une année soit jusqu'en juin 2024,. Un an après son retour dans le club mancunien et avoir gagné le dernier trophée qui lui manquait qui est la Coupe d'Angleterre, le 12 juillet 2024, il prolonge avec Manchester United jusqu'en 2025.

### En sélection
Après avoir porté à trois reprises le maillot de l'Irlande du Nord espoirs, Jonny Evans honore sa première sélection en A le 6 septembre 2006 lors du match comptant pour les éliminatoires de l'Euro 2008 face à l'Espagne (victoire 3-2). Le 28 mars 2009, il marque son premier but en sélection face à la Pologne (3-2), match comptant pour les éliminatoires de la Coupe du monde 2010. Le 28 août 2024, Evans annonce qu'il prend sa retraite international.

## Statistiques

### En club
| Saison                | Club                  | Championnat           | Championnat | Championnat | Coupe(s) nationale(s) | Coupe(s) nationale(s) | Supercoupe | Supercoupe | Compétition(s) continentale(s) | Compétition(s) continentale(s) | Compétition(s) continentale(s) | Coupe du monde des clubs | Coupe du monde des clubs | Total | Total |
| Saison                | Club                  | Division              | M.          | B.          | M.                    | B.                    | M.         | B.         | Comp.                          | M.                             | B.                             | M.                       | B.                       | M.    | B.    |
| 2006-2007             | Royal Antwerp (prêt)  | Division 2            | 11          | 2           | 3                     | 0                     | -          | -          | -                              | -                              | -                              | -                        | -                        | 14    | 2     |
| 2006-2007             | Sunderland AFC (prêt) | Championship          | 18          | 1           | 1                     | 0                     | -          | -          | -                              | -                              | -                              | -                        | -                        | 19    | 1     |
| 2007-2008             | Sunderland AFC (prêt) | Premier League        | 15          | 0           | 1                     | 0                     | -          | -          | -                              | -                              | -                              | -                        | -                        | 16    | 0     |
| Sous-total            | Sous-total            | Sous-total            | 44          | 3           | 5                     | 0                     | -          | -          | -                              | -                              | -                              | -                        | -                        | 49    | 3     |
| 2007-2008             | Manchester United     | Premier League        | -           | -           | 1                     | 0                     | -          | -          | C1                             | 2                              | 0                              | -                        | -                        | 3     | 0     |
| 2008-2009             | Manchester United     | Premier League        | 17          | 0           | 8                     | 0                     | -          | -          | C1                             | 7                              | 0                              | 2                        | 0                        | 34    | 0     |
| 2009-2010             | Manchester United     | Premier League        | 18          | 0           | 6                     | 0                     | 1          | 0          | C1                             | 3                              | 0                              | -                        | -                        | 28    | 0     |
| 2010-2011             | Manchester United     | Premier League        | 13          | 0           | 4                     | 0                     | 1          | 0          | C1                             | 3                              | 0                              | -                        | -                        | 21    | 0     |
| 2011-2012             | Manchester United     | Premier League        | 29          | 1           | 2                     | 0                     | 1          | 0          | C1+C3                          | 4+4                            | 0+0                            | -                        | -                        | 40    | 1     |
| 2012-2013             | Manchester United     | Premier League        | 23          | 3           | 2                     | 0                     | -          | -          | C1                             | 5                              | 1                              | -                        | -                        | 30    | 4     |
| 2013-2014             | Manchester United     | Premier League        | 17          | 0           | 5                     | 1                     | -          | -          | C1                             | 3                              | 1                              | -                        | -                        | 25    | 2     |
| 2014-2015             | Manchester United     | Premier League        | 14          | 0           | 3                     | 0                     | -          | -          | -                              | -                              | -                              | -                        | -                        | 17    | 0     |
| Sous-total            | Sous-total            | Sous-total            | 131         | 4           | 31                    | 1                     | 3          | 0          | -                              | 31                             | 2                              | 2                        | 0                        | 198   | 7     |
| 2015-2016             | West Bromwich Albion  | Premier League        | 30          | 1           | 4                     | 0                     | -          | -          | -                              | -                              | -                              | -                        | -                        | 34    | 1     |
| 2016-2017             | West Bromwich Albion  | Premier League        | 31          | 2           | -                     | -                     | -          | -          | -                              | -                              | -                              | -                        | -                        | 31    | 2     |
| 2017-2018             | West Bromwich Albion  | Premier League        | 28          | 2           | 3                     | 0                     | -          | -          | -                              | -                              | -                              | -                        | -                        | 31    | 2     |
| Sous-total            | Sous-total            | Sous-total            | 89          | 5           | 7                     | 0                     | -          | -          | -                              | -                              | -                              | -                        | -                        | 96    | 5     |
| 2018-2019             | Leicester City        | Premier League        | 24          | 1           | 4                     | 0                     | -          | -          | -                              | -                              | -                              | -                        | -                        | 28    | 1     |
| 2019-2020             | Leicester City        | Premier League        | 38          | 1           | 7                     | 1                     | -          | -          | -                              | -                              | -                              | -                        | -                        | 45    | 2     |
| 2020-2021             | Leicester City        | Premier League        | 28          | 2           | 4                     | 0                     | -          | -          | C3                             | 5                              | 0                              | -                        | -                        | 37    | 2     |
| 2021-2022             | Leicester City        | Premier League        | 18          | 1           | 1                     | 0                     | -          | -          | C3+C4                          | 4+4                            | 1+0                            | -                        | -                        | 27    | 2     |
| 2022-2023             | Leicester City        | Premier League        | 13          | 0           | 1                     | 0                     | -          | -          | -                              | -                              | -                              | -                        | -                        | 14    | 0     |
| Sous-total            | Sous-total            | Sous-total            | 121         | 5           | 17                    | 1                     | -          | -          | -                              | 13                             | 1                              | -                        | -                        | 151   | 7     |
| 2023-2024             | Manchester United     | Premier League        | 23          | 0           | 5                     | 0                     | -          | -          | C1                             | 2                              | 0                              | -                        | -                        | 30    | 0     |
| 2024-2025             | Manchester United     | Premier League        | 7           | 0           | 3                     | 1                     | 1          | 0          | C3                             | 2                              | 0                              | -                        | -                        | 13    | 1     |
| Sous-total            | Sous-total            | Sous-total            | 30          | 0           | 8                     | 1                     | 1          | 0          | -                              | 4                              | 0                              | -                        | -                        | 43    | 1     |
| Total sur la carrière | Total sur la carrière | Total sur la carrière | 415         | 17          | 68                    | 3                     | 4          | 0          | -                              | 48                             | 3                              | 2                        | 0                        | 537   | 23    |

### En sélection
| Années                | Sélection             | Phases finales        | Phases finales | Phases finales | Phases finales | Éliminatoires | Éliminatoires | Éliminatoires | Éliminatoires | Amicaux | Amicaux | Amicaux | Autres compétitions | Autres compétitions | Autres compétitions | Autres compétitions | Total | Total | Total |
| Années                | Sélection             | Comp.                 | M.             | B.             | P.d.           | Comp.         | M.            | B.            | P.d.          | M.      | B.      | P.d.    | Comp.               | M.                  | B.                  | P.d.                | M.    | B.    | P.d.  |
| --------------------- | --------------------- | --------------------- | -------------- | -------------- | -------------- | ------------- | ------------- | ------------- | ------------- | ------- | ------- | ------- | ------------------- | ------------------- | ------------------- | ------------------- | ----- | ----- | ----- |
| 2006                  | Irlande du Nord       | -                     | -              | -              | -              | Euro 2008     | 3             | 0             | 0             | -       | -       | -       | -                   | -                   | -                   | -                   | 3     | 0     | 0     |
| 2007                  | Irlande du Nord       | -                     | -              | -              | -              | Euro 2008     | 5             | 0             | 0             | -       | -       | -       | -                   | -                   | -                   | -                   | 5     | 0     | 0     |
| 2008                  | Irlande du Nord       | Euro 2008             | -              | -              | -              | CdM 2010      | 3             | 0             | 0             | 4       | 0       | 0       | -                   | -                   | -                   | -                   | 7     | 0     | 0     |
| 2009                  | Irlande du Nord       | -                     | -              | -              | -              | CdM 2010      | 4             | 1             | 0             | 1       | 0       | 0       | -                   | -                   | -                   | -                   | 5     | 1     | 0     |
| 2010                  | Irlande du Nord       | Coupe du monde 2010   | -              | -              | -              | Euro 2012     | 2             | 0             | 0             | 3       | 0       | 0       | -                   | -                   | -                   | -                   | 5     | 0     | 0     |
| 2011                  | Irlande du Nord       | -                     | -              | -              | -              | Euro 2012     | 4             | 0             | 0             | -       | -       | -       | -                   | -                   | -                   | -                   | 4     | 0     | 0     |
| 2012                  | Irlande du Nord       | Euro 2012             | -              | -              | -              | CdM 2014      | 3             | 0             | 1             | 1       | 0       | 0       | -                   | -                   | -                   | -                   | 4     | 0     | 1     |
| 2013                  | Irlande du Nord       | -                     | -              | -              | -              | CdM 2014      | 4             | 0             | 1             | 2       | 0       | 0       | -                   | -                   | -                   | -                   | 6     | 0     | 1     |
| 2014                  | Irlande du Nord       | Coupe du monde 2014   | -              | -              | -              | Euro 2016     | -             | -             | -             | -       | -       | -       | -                   | -                   | -                   | -                   | 0     | 0     | 0     |
| 2015                  | Irlande du Nord       | -                     | -              | -              | -              | Euro 2016     | 4             | 0             | 0             | 2       | 0       | 0       | -                   | -                   | -                   | -                   | 6     | 0     | 0     |
| 2016                  | Irlande du Nord       | Euro 2016             | 4              | 0              | 0              | CdM 2018      | 4             | 0             | 1             | 5       | 0       | 0       | -                   | -                   | -                   | -                   | 13    | 0     | 1     |
| 2017                  | Irlande du Nord       | -                     | -              | -              | -              | CdM 2018      | 8             | 1             | 0             | 1       | 0       | 0       | -                   | -                   | -                   | -                   | 9     | 1     | 0     |
| 2018                  | Irlande du Nord       | Coupe du monde 2018   | -              | -              | -              | -             | -             | -             | -             | 5       | 0       | 0       | LdN                 | 4                   | 0                   | 0                   | 9     | 0     | 0     |
| 2019                  | Irlande du Nord       | -                     | -              | -              | -              | Euro 2020     | 7             | 1             | 0             | 1       | 1       | 0       | -                   | -                   | -                   | -                   | 8     | 2     | 0     |
| 2020                  | Irlande du Nord       |                       |                |                |                | Euro 2020     | 2             | 0             | 0             | -       | -       | -       | LdN                 | 3                   | 0                   | 0                   | 5     | 0     | 0     |
| 2021                  | Irlande du Nord       | Euro 2020             | -              | -              | -              | CdM 2022      | 4             | 0             | 0             | -       | -       | -       | -                   | -                   | -                   | -                   | 4     | 0     | 0     |
| 2022                  | Irlande du Nord       | Coupe du monde 2022   | -              | -              | -              | -             | -             | -             | -             | 1       | 0       | 0       | LdN                 | 6                   | 1                   | 0                   | 7     | 1     | 0     |
| 2023                  | Irlande du Nord       | -                     | -              | -              | -              | Euro 2024     | 6             | 1             | 0             | -       | -       | -       | -                   | -                   | -                   | -                   | 6     | 1     | 0     |
| 2024                  | Irlande du Nord       | Euro 2024             | -              | -              | -              | -             | -             | -             | -             | 1       | 0       | 0       | -                   | -                   | -                   | -                   | 1     | 0     | 0     |
| Total sur la carrière | Total sur la carrière | Total sur la carrière | 4              | 0              | 0              | -             | 63            | 4             | 3             | 27      | 1       | 0       | -                   | 13                  | 1                   | 0                   | 107   | 6     | 3     |

Le tableau suivant liste les rencontres de l'équipe d'Irlande du Nord dans lesquelles Jonny Evans a été sélectionné depuis le 9 septembre 2006 jusqu'à présent :

## Palmarès

### En club
| Sunderland AFC (1)                      | Manchester United (10) | Leicester City (1)                             |
| --------------------------------------- | --- | ---------------------------------------------- |
| - Championship (1) : - Champion en 2007 | - Premier League (3) : - Champion en 2009, 2011 et 2013 - Vice-champion en 2010 et 2012 - Coupe d'Angleterre (1) : - Vainqueur en 2024 - Coupe de la Ligue (2) : - Vainqueur en 2009 et 2010 - Community Shield (2) : - Vainqueur en 2010 et 2011 - Finaliste en 2024 - Ligue des champions (1) : - Vainqueur en 2008 - Ligue Europa (0) : - Finaliste en 2025 - Coupe du monde FIFA des clubs (1) : - Vainqueur en 2008 | - Coupe d'Angleterre (1) : - Vainqueur en 2021 |

## Famille
Son frère cadet Corry est également footballeur et évolue au poste de milieu de terrain.